# Major League Soccer 2024
Die 29. Major-League-Soccer-Saison wurde am 21. Februar 2024 eröffnet und die Regular Season endete am 19. Oktober 2024. Das MLS-Cup-Finale am 7. Dezember gewann LA Galaxy 2:1 gegen die New York Red Bulls. Für Rekordsieger LA Galaxy war es die sechste Meisterschaft in der MLS.
Gewinner des Supporters’ Shield wurde Inter Miami mit der höchsten Punktzahl die jemals eine Mannschaft in der Regular Season erzielte.

## Änderungen gegenüber der Saison 2023
- Erstmals seit der Saison 2016 gab es keine Veränderungen im Teilnehmerfeld. San Diego FC soll erst zur Saison 2025 aufgenommen werden.

## Teilnehmende Mannschaften
In der Saison 2024 nehmen 29 Franchises am Spielbetrieb teil. 26 der 29 Franchises sind in den Vereinigten Staaten, drei in Kanada beheimatet. Die auf der Karte mit einem blauen Punkt markierten Mannschaften spielen in der Western, die mit einem roten Punkt markierten in der Eastern Conference.
| Franchise              | Standort                    | Stadion                    | Kapazität |
| ---------------------- | --------------------------- | -------------------------- | --------- |
| Atlanta United         | Atlanta, Georgia            | Mercedes-Benz Stadium      | 42.500    |
| Austin FC              | Austin, Texas               | Q2 Stadium                 | 20.738    |
| Charlotte FC           | Charlotte, North Carolina   | Bank of America Stadium    | 40.000    |
| Chicago Fire           | Chicago, Illinois           | Soldier Field              | 61.500    |
| FC Cincinnati          | Cincinnati, Ohio            | TQL Stadium                | 26.000    |
| Colorado Rapids        | Commerce City, Colorado     | Dick’s Sporting Goods Park | 18.086    |
| Columbus Crew          | Columbus, Ohio              | Lower.com Field            | 20.011    |
| D.C. United            | Washington, D.C.            | Audi Field                 | 20.000    |
| FC Dallas              | Frisco, Texas               | Toyota Stadium             | 20.500    |
| Houston Dynamo         | Houston, Texas              | Shell Energy Stadium       | 22.039    |
| LA Galaxy              | Carson, Kalifornien         | Dignity Health Sports Park | 27.000    |
| Los Angeles FC         | Los Angeles, Kalifornien    | BMO Stadium                | 22.000    |
| Inter Miami            | Fort Lauderdale, Florida    | Chase Stadium              | 21.000    |
| Minnesota United       | Golden Valley, Minnesota    | Allianz Field              | 19.400    |
| CF Montreal            | Montreal, Québec            | Stade Saputo               | 20.801    |
| Nashville SC           | Nashville, Tennessee        | Geodis Park                | 30.000    |
| New England Revolution | Foxborough, Massachusetts   | Gillette Stadium           | 20.000    |
| New York City FC       | New York City, New York     | Yankee Stadium             | 33.444    |
| New York Red Bulls     | Harrison, New Jersey        | Red Bull Arena             | 25.000    |
| Orlando City           | Orlando, Florida            | Inter&Co Stadium           | 25.500    |
| Philadelphia Union     | Chester, Pennsylvania       | Subaru Park                | 18.500    |
| Portland Timbers       | Portland, Oregon            | Providence Park            | 25.218    |
| Real Salt Lake         | Sandy, Utah                 | America First Field        | 20.213    |
| San José Earthquakes   | San José, Kalifornien       | PayPal Park                | 18.000    |
| Seattle Sounders       | Seattle, Washington         | Lumen Field                | 38.300    |
| Sporting Kansas City   | Kansas City, Missouri       | Children’s Mercy Park      | 18.467    |
| St. Louis City         | St. Louis, Missouri         | Citypark                   | 22.500    |
| Toronto FC             | Toronto, Ontario            | BMO Field                  | 30.991    |
| Vancouver Whitecaps    | Vancouver, British Columbia | BC Place Stadium           | 21.000    |

## Regular Season

### Modus
Jede Mannschaft spielte insgesamt 34 Spiele, davon 17 Heim- und 17 Auswärtsspiele. Die 15 Mannschaften der Eastern Conference spielten je zwei Spiele gegen jede andere Mannschaft der eigenen Conference und je eins gegen sechs Teams der Western Conference. In der Western Conference spielten die Mannschaften ebenfalls je zwei Spiele gegen die übrigen Kontrahenten der eigenen Conference sowie ein oder zwei zusätzliche Spiele gegen eines davon. Außerdem spielen sie je ein Spiel gegen sechs bzw. sieben Mannschaften der Eastern Conference.
Die Regular Season begann am 21. Februar 2024 und endete am 19. Oktober 2024. Zwischen dem 26. Juli bis zum 25. August gab es eine Spielpause für den Leagues Cup. Während der, in den USA stattfindenden, Copa América 2024 vom 20. Juni 2024 bis zum 14. Juli 2024 wurde die Regular Season jedoch nicht unterbrochen.
Nach der Regular Season nahmen neun Mannschaften pro Conference an den Play-offs teil. Die 1. Runde der Play-offs wurde in einem Best-of-Three-Format ausgespielt, an dem die sieben besten jeder Conference sowie der Gewinner der Wildcard-Runde teilnahmen. In dieser spielten die Acht- und Neuntplatzierten einer Conference gegeneinander. Die Conference-Halbfinals, -Finals und der MLS Cup wurden im K.o.-System gespielt. Hierbei hatte das vorher jeweils höher platzierte Team Heimrecht.

### Tabellen

#### Eastern Conference
| Pl.             | Verein                 | Sp. | S  | U  | N  | Tore    | Diff. | Punkte | Anm.    |
| --------------- | ---------------------- | --- | -- | -- | -- | ------- | ----- | ------ | ------- |
| 1.              | Inter Miami            | 34  | 22 | 8  | 4  | 079:490 | +30   | 74     | PO / CL |
| 2.              | Columbus Crew          | 34  | 19 | 9  | 6  | 072:400 | +32   | 66     | PO      |
| 3.              | FC Cincinnati          | 34  | 18 | 5  | 11 | 058:480 | +10   | 59     | PO      |
| 4.              | Orlando City           | 34  | 15 | 7  | 12 | 059:500 | +9    | 52     | PO      |
| 5.              | Charlotte FC           | 34  | 14 | 9  | 11 | 046:370 | +9    | 51     | PO      |
| 6.              | New York City FC       | 34  | 14 | 8  | 12 | 054:490 | +5    | 50     | PO      |
| 7.              | New York Red Bulls     | 34  | 11 | 14 | 9  | 055:500 | +5    | 47     | PO      |
| 8.              | CF Montréal            | 34  | 11 | 10 | 13 | 048:640 | −16   | 43     | WC      |
| 9.              | Atlanta United         | 34  | 10 | 10 | 14 | 046:490 | −3    | 40     | WC      |
| 10.             | D.C. United            | 34  | 10 | 10 | 14 | 052:700 | −18   | 40     |         |
| 11.             | Toronto FC             | 34  | 11 | 4  | 19 | 040:610 | −21   | 37     |         |
| 12.             | Philadelphia Union     | 34  | 9  | 10 | 15 | 062:550 | +7    | 37     |         |
| 13.             | Nashville SC           | 34  | 9  | 9  | 16 | 038:540 | −16   | 36     |         |
| 14.             | New England Revolution | 34  | 9  | 4  | 21 | 037:740 | −37   | 31     |         |
| 15.             | Chicago Fire           | 34  | 7  | 9  | 18 | 040:620 | −22   | 30     |         |
| Stand: Endstand |                        |     |    |    |    |         |       |        |         |

| Zum Ende der regulären Saison: |                                                   |
| CL                             | Qualifikation für den CONCACAF Champions Cup 2025 |
| PO                             | Qualifikation für die 1. Runde der Play-offs      |
| WC                             | Qualifikation für die Wildcard-Runde              |

#### Western Conference
| Pl.             | Verein               | Sp. | S  | U  | N  | Tore    | Diff. | Punkte | Anm.    |
| --------------- | -------------------- | --- | -- | -- | -- | ------- | ----- | ------ | ------- |
| 1.              | Los Angeles FC       | 34  | 19 | 7  | 8  | 063:430 | +20   | 64     | PO / CL |
| 2.              | LA Galaxy            | 34  | 19 | 7  | 8  | 069:500 | +19   | 64     | PO      |
| 3.              | Real Salt Lake       | 34  | 16 | 11 | 7  | 065:480 | +17   | 59     | PO      |
| 4.              | Seattle Sounders     | 34  | 16 | 9  | 9  | 051:350 | +16   | 57     | PO      |
| 5.              | Houston Dynamo       | 34  | 15 | 9  | 10 | 047:390 | +8    | 54     | PO      |
| 6.              | Minnesota United     | 34  | 15 | 7  | 12 | 058:490 | +9    | 52     | PO      |
| 7.              | Colorado Rapids      | 34  | 15 | 5  | 14 | 061:600 | +1    | 50     | PO      |
| 8.              | Vancouver Whitecaps  | 34  | 13 | 8  | 13 | 052:490 | +3    | 47     | WC      |
| 9.              | Portland Timbers     | 34  | 12 | 11 | 11 | 065:560 | +9    | 47     | WC      |
| 10.             | Austin FC            | 34  | 11 | 9  | 14 | 039:480 | −9    | 42     |         |
| 11.             | FC Dallas            | 34  | 11 | 8  | 15 | 054:560 | −2    | 41     |         |
| 12.             | St. Louis City       | 34  | 8  | 13 | 13 | 050:630 | −13   | 37     |         |
| 13.             | Sporting Kansas City | 34  | 8  | 7  | 19 | 051:660 | −15   | 31     |         |
| 14.             | San José Earthquakes | 34  | 6  | 3  | 25 | 041:780 | −37   | 21     |         |
| Stand: Endstand |                      |     |    |    |    |         |       |        |         |

| Zum Ende der regulären Saison: |                                                   |
| CL                             | Qualifikation für den CONCACAF Champions Cup 2025 |
| PO                             | Qualifikation für die 1. Runde der Play-offs      |
| WC                             | Qualifikation für die Wildcard-Runde              |

#### Gesamttabelle
Die Gesamttabelle bildet die Leistung aller 29 Teilnehmer während der Regular Season im Vergleich ab. Der Erstplatzierte gewinnt den MLS Supporters’ Shield und qualifiziert sich für die CONCACAF Champions League sowie die FIFA-Klub-Weltmeisterschaft.
| Pl.             | Verein                 | Sp. | S  | U  | N  | Tore    | Diff. | Punkte | Anm.    |
| --------------- | ---------------------- | --- | -- | -- | -- | ------- | ----- | ------ | ------- |
| 1.              | Inter Miami            | 34  | 22 | 8  | 4  | 079:490 | +30   | 74     | CL / WM |
| 2.              | Columbus Crew          | 34  | 19 | 9  | 6  | 072:400 | +32   | 66     | CL      |
| 3.              | Los Angeles FC         | 34  | 19 | 7  | 8  | 063:430 | +20   | 64     | CL      |
| 4.              | LA Galaxy              | 34  | 19 | 7  | 8  | 069:500 | +19   | 64     | CL      |
| 5.              | FC Cincinnati          | 34  | 18 | 5  | 11 | 058:480 | +10   | 59     | CL      |
| 6.              | Real Salt Lake         | 34  | 16 | 11 | 7  | 065:480 | +17   | 59     | CL      |
| 7.              | Seattle Sounders       | 34  | 16 | 9  | 9  | 051:350 | +16   | 57     | CL      |
| 8.              | Houston Dynamo         | 34  | 15 | 9  | 10 | 047:390 | +8    | 54     | OC      |
| 9.              | Orlando City           | 34  | 15 | 7  | 12 | 059:500 | +9    | 52     | OC      |
| 10.             | Minnesota United       | 34  | 15 | 7  | 12 | 058:490 | +9    | 52     | OC      |
| 11.             | Charlotte FC           | 34  | 14 | 9  | 11 | 046:370 | +9    | 51     | OC      |
| 12.             | Colorado Rapids        | 34  | 15 | 5  | 14 | 061:600 | +1    | 50     | CL      |
| 13.             | New York City FC       | 34  | 14 | 8  | 12 | 054:490 | +5    | 50     | OC      |
| 14.             | Vancouver Whitecaps    | 34  | 13 | 8  | 13 | 052:490 | +3    | 47     | CL      |
| 15.             | Portland Timbers       | 34  | 12 | 11 | 11 | 065:560 | +9    | 47     | OC      |
| 16.             | New York Red Bulls     | 34  | 11 | 14 | 9  | 055:500 | +5    | 47     | OC      |
| 17.             | CF Montréal            | 34  | 11 | 10 | 13 | 048:640 | −16   | 43     |         |
| 18.             | Austin FC              | 34  | 11 | 9  | 14 | 039:480 | −9    | 42     | OC      |
| 19.             | FC Dallas              | 34  | 11 | 8  | 15 | 054:560 | −2    | 41     |         |
| 20.             | Atlanta United         | 34  | 10 | 10 | 14 | 046:490 | −3    | 40     |         |
| 21.             | D.C. United            | 34  | 10 | 10 | 14 | 052:700 | −18   | 40     |         |
| 22.             | Toronto FC             | 34  | 11 | 4  | 19 | 040:610 | −21   | 37     |         |
| 23.             | Philadelphia Union     | 34  | 9  | 10 | 15 | 062:550 | +7    | 37     |         |
| 24.             | St. Louis City         | 34  | 8  | 13 | 13 | 050:630 | −13   | 37     |         |
| 25.             | Nashville SC           | 34  | 9  | 9  | 16 | 038:540 | −16   | 36     |         |
| 26.             | New England Revolution | 34  | 9  | 4  | 21 | 037:740 | −37   | 31     |         |
| 27.             | Sporting Kansas City   | 34  | 8  | 7  | 19 | 051:660 | −15   | 31     | CL      |
| 28.             | Chicago Fire           | 34  | 7  | 9  | 18 | 040:620 | −22   | 30     |         |
| 29.             | San José Earthquakes   | 34  | 6  | 3  | 25 | 041:780 | −37   | 21     |         |
| Stand: Endstand |                        |     |    |    |    |         |       |        |         |

| Zum Ende der regulären Saison: |                                                        |
| CL                             | Qualifikation für den CONCACAF Champions Cup 2025      |
| WM                             | Qualifikation für die FIFA-Klub-Weltmeisterschaft 2025 |
| OC                             | Qualifikation für den US Open Cup 2025                 |

## MLS Cup Play-offs
Die MLS Cup Play-offs 2024 beginnen mit den Spielen der Wildcard-Runde am 23. Oktober und enden mit dem Finale am 7. Dezember. In Klammern ist die Platzierung in der jeweiligen Conference-Tabelle aus der Regular Season angegeben. Die ranghöhere Mannschaft hatte stets Heimrecht.

### Wildcard-Runde
Eastern Conference
| Datum            |             | Ergebnis        |                |
| ---------------- | ----------- | --------------- | -------------- |
| 23. Oktober 2024 | CF Montréal | 2:2 (4:5 i. E.) | Atlanta United |

Western Conference
| Datum            |                     | Ergebnis  |                  |
| ---------------- | ------------------- | --------- | ---------------- |
| 24. Oktober 2024 | Vancouver Whitecaps | 5:0 (3:0) | Portland Timbers |

### 1. Runde
Eastern Conference
|                                            | Serie | Spiel 1   | Spiel 2         | Spiel 3         |
| ------------------------------------------ | ----- | --------- | --------------- | --------------- |
| Inter Miami [1] – Atlanta United [WC]      | 1:2   | 2:1 (1:1) | 1:2 (1:0)       | 2:3 (1:2)       |
| Columbus Crew [2] – New York Red Bulls [7] | 0:2   | 0:1 (0:1) | 2:2 (4:5 i. E.) | –               |
| FC Cincinnati [3] – New York City FC [6]   | 1:2   | 1:0 (0:0) | 1:3 (0:2)       | 0:0 (5:6 i. E.) |
| Orlando City [4] – Charlotte FC [5]        | 2:1   | 2:0 (1:0) | 0:0 (1:3 i. E.) | 1:1 (4:1 i. E.) |

Western Conference
|                                               | Serie | Spiel 1         | Spiel 2         | Spiel 3   |
| --------------------------------------------- | ----- | --------------- | --------------- | --------- |
| Los Angeles FC [1] – Vancouver Whitecaps [WC] | 2:1   | 2:1 (1:0)       | 0:3 (0:2)       | 1:0 (0:0) |
| LA Galaxy [2] – Colorado Rapids [7]           | 2:0   | 5:0 (1:0)       | 4:1 (2:1)       | –         |
| Real Salt Lake [3] – Minnesota United [6]     | 0:2   | 0:0 (4:5 i. E.) | 1:1 (1:3 i. E.) | –         |
| Seattle Sounders [4] – Houston Dynamo [5]     | 2:0   | 0:0 (5:4 i. E.) | 1:1 (7:6 i. E.) | –         |

### Conference-Halbfinale
Eastern Conference
| Datum             |                      | Ergebnis  |                        |
| ----------------- | -------------------- | --------- | ---------------------- |
| 24. November 2024 | Orlando City [4]     | 1:0 (1:0) | Atlanta United [WC]    |
| 23. November 2024 | New York City FC [6] | 0:2 (0:2) | New York Red Bulls [7] |

Western Conference
| Datum             |                    | Ergebnis  |                      |
| ----------------- | ------------------ | --------- | -------------------- |
| 24. November 2024 | Los Angeles FC [1] | 1:2 n. V. | Seattle Sounders [4] |
| 25. November 2024 | LA Galaxy [2]      | 6:2 (3:2) | Minnesota United [6] |

### Conference-Finale
Eastern Conference
| Datum            |                  | Ergebnis  |                        |
| ---------------- | ---------------- | --------- | ---------------------- |
| 1. Dezember 2024 | Orlando City [4] | 0:1 (0:0) | New York Red Bulls [7] |

Western Conference
| Datum            |               | Ergebnis  |                      |
| ---------------- | ------------- | --------- | -------------------- |
| 1. Dezember 2024 | LA Galaxy [2] | 1:0 (0:0) | Seattle Sounders [4] |

### MLS-Cup-Finale
Heimrecht im Finalspiel hatte die Mannschaft von LA Galaxy, die in der Gesamttabelle der Regular Season den vierten Rang erreicht hatte. Mit den New York Red Bulls, 16. der Gesamttabelle, hatte zum ersten Mal ein Team das Finale erreicht, das die Regular Season in seiner Conference nur auf dem siebten Platz beendet hatte. Auch die drei Auswärtssiege in Folge der New Yorker auf dem Weg ins Finale stellten eine Besonderheit dar, die zuvor nur Chicago Fire in der dritten MLS-Spielzeit 1998 gelungen war.
| LA Galaxy (4.)                                                       | LA Galaxy (4.) | New York Red Bulls (16.) | New York Red Bulls (16.) |
| -------------------------------------------------------------------- | --- | --- | ------------------------ |
| LA Galaxy (4.)                                                       | \| 7. Dezember 2024 in Carson, Kalifornien (Dignity Health Sports Park) \| \| Ergebnis: 2:1 (2:1) \| \| Zuschauer: 26.812 \| \| Schiedsrichter: Guido Gonzales \| \| Spielbericht \|                                                                  | \| 7. Dezember 2024 in Carson, Kalifornien (Dignity Health Sports Park) \| \| Ergebnis: 2:1 (2:1) \| \| Zuschauer: 26.812 \| \| Schiedsrichter: Guido Gonzales \| \| Spielbericht \|                                                                                                  | New York Red Bulls (16.) |
| LA Galaxy (4.)                                                       | John McCarthy – Miki Yamane, Emiro Garcés, Maya Yoshida, John Nelson – Mark Delgado, Edwin Cerrillo, Gastón Brugman (75. Marco Reus) – Gabriel Pec, Dejan Joveljić (78. Diego Fagúndez), Joseph Paintsil (90.+4' Jalen Neal) Cheftrainer: Greg Vanney | Carlos Coronel – Dylan Nealis (84. Cory Burke), Noah Eile, Sean Nealis – Cameron Harper, Daniel Edelman (84. Wiki Carmona), Peter Stroud (65. Ronald Donkor), John Tolkin – Emil Forsberg – Dante Vanzeir (65. Elias Manoel), Lewis Morgan Cheftrainer: Sandro Schwarz ( Deutschland) | New York Red Bulls (16.) |
| LA Galaxy (4.)                                                       | 1:0 Paintsil (9.) 2:0 Joveljić (13.) | 2:1 Sean Nealis (28.) | New York Red Bulls (16.) |
| LA Galaxy (4.)                                                       | Delgado (38.) | Noah Eile (35.), Harper (71.) | New York Red Bulls (16.) |
| 7. Dezember 2024 in Carson, Kalifornien (Dignity Health Sports Park) | | |                          |
| Ergebnis: 2:1 (2:1)                                                  | | |                          |
| Zuschauer: 26.812                                                    | | |                          |
| Schiedsrichter: Guido Gonzales                                       | | |                          |
| Spielbericht                                                         | | |                          |